# Ostrowite (gmina Czersk)
Ostrowite (niem. Ostrowitte) – wieś w Polsce w województwie pomorskim, w powiecie chojnickim, w gminie Czersk. 
Wieś borowiacka położona nad jeziorem (powierzchnia ok. 41 ha) o tej samej nazwie, wchodzi w skład sołectwa Kurcze.
W latach 1975–1998 miejscowość administracyjnie należała do województwa bydgoskiego.
W Ostrowitem znajduje się Centrum Rekreacji, które ostatnio zostało zmodernizowane w 2010 roku.